# Parque Estadual de Vila Velha
O Parque Estadual de Vila Velha é um sítio geológico situado no município brasileiro de Ponta Grossa, do qual é a principal atração turística. Está localizado a vinte quilômetros ao sudeste do centro da cidade e a cem quilômetros de Curitiba, capital do estado do Paraná.
O conjunto de formações lembra uma cidade medieval com seus castelos e torres em ruínas, daí o seu nome. A altura média das colunas de pedra e muralhas é de vinte metros e pode chegar a trinta metros ou mais em alguns pontos, em função do terreno acidentado.

## O Parque

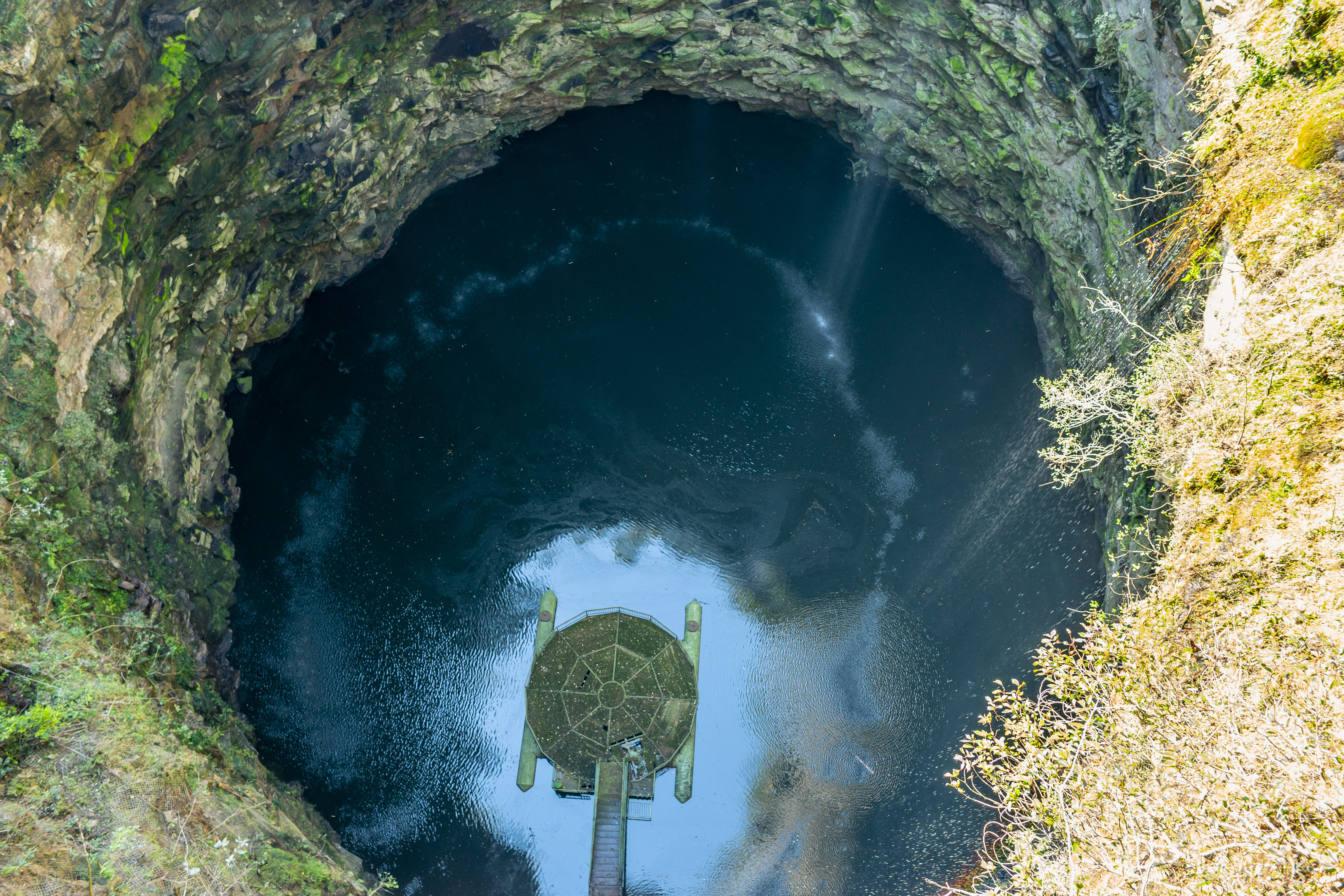
Uma das furnas do parque, vista de cima pelo elevador desativado.

Criado pelo Departamento do Patrimônio Histórico e Artístico do Estado do Paraná em 1966, para proteger seus 18 km² de formações rochosas, classificadas como um dos sítios geológicos brasileiros pela SIGEP, devido suas impressionantes esculturas naturais, esculpidas pelas erosões eólica e pluvial nos arenitos do Grupo Itararé.
Composto de três sítios vizinhos: os Arenitos; as Furnas e a Lagoa Dourada. 

Enquanto os arenitos são uma enorme coleção de grandes blocos esculpidos em formas exóticas, as Furnas são três crateras com paredes verticais, erodidas no solo, a maior delas com cerca de 100 metros de profundidade, metade da qual coberta de água. Todas são ligadas entre si e à Lagoa Dourada, assim chamada pelo efeito criado pela água cristalina e a coloração de suas areias nos poentes.

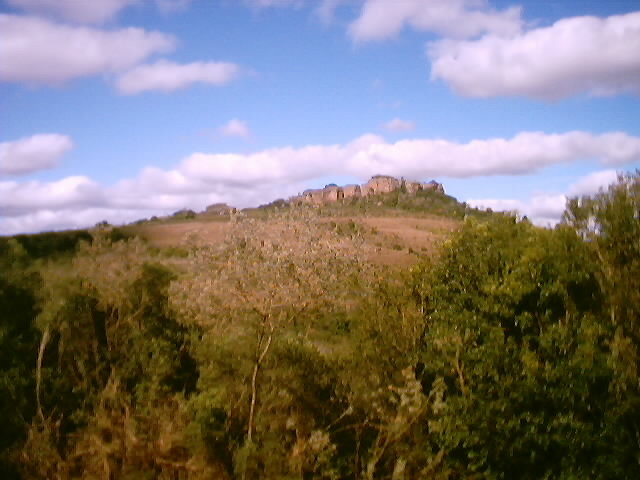
Vista de longe no alto de uma colina, a Vila Velha lembra uma cidade medieval cercada de muralhas.

### Formações rochosas

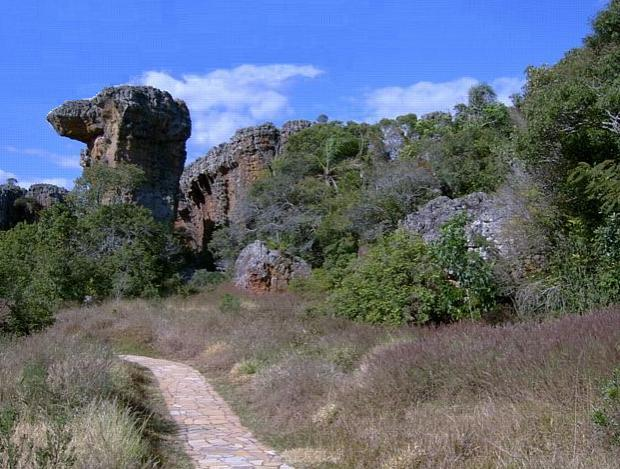
A figura acima lembra a cabeça de um camelo.

Algumas das formações receberam o nome de animais como a "Tartaruga" ou o "Camelo", ou formas como a "Taça", símbolo de Vila Velha; a "Bota"; a "Esfinge"; a "Cabeça de índio"; também há paredes de pedra que lembram muralhas de castelos, torres de diversos formatos e alturas, além de fendas cujo formato interno lembram garrafas e rochas equilibradas entre paredões.

## Formação geológica
A formação arenítica de Vila Velha remonta ao período Carbonífero (há aproximadamente 340 milhões de anos), quando o mar interior que existia no local começou a ser drenado, expondo o material arenoso que acabou cimentado com óxido de ferro (daí a cor avermelhada).
Nos milênios seguintes o terreno gradativamente se elevou e foi vagarosamente erodido pela ação dos ventos e da chuva que atuaram nas zonas mais frágeis das rochas, desgastando-as de forma diferencial e até mesmo isolando-as em diversos blocos.